# Harvey Newton-Haydon
Pour les articles homonymes, voir Newton et Haydon.
 (juillet 2012).
Harvey Newton-Haydon, né le 18 juillet 1988 à Londres, est un mannequin britannique faisant partie des mannequins les mieux payés au monde selon Models.com.

## Biographie
Harvey Newton-Haydon est né à Londres le 18 juillet 1988. Il réussit à se différencier des autres mannequins grâce à ses nombreux tatouages. En 2009, il séjournait à New York et lors d'une excursion en discothèque, il fut repéré par un agent et c'est là où il signa son premier contrat et où véritablement sa carrière commença. 

### 2009 - 2012
Sa carrière débute concrètement lorsqu'il signe son premier gros contrat chez la marque de montres-bracelets Swatch en 2011 où il est leur nouveau visage pour leur spot publicitaire. Après cela, sa carrière en tant que mannequin devint de plus en plus active : il est sous contrat avec de multiples agences en Europe comme New Madison à Paris, I Love Models Management à Milan et Modelwerk à Hambourg. Pour élargir son espace de travail dans le monde entier, il signe aussi avec Adam NYC, à New York et à Next LA à Los Angeles.
Au tout début de sa carrière, il tourne dans le clip Boys and Girls (en) de la chanteuse anglaise Pixie Lott. Harvey Newton-Haydon défile aussi pour diverses marques comme Kohls (en) ou bien Roberto Cavalli. Il travaille également pour le célèbre styliste Karl Lagerfeld. En 2011, il tourne un spot publicitaire avec le mannequin Kasia Szwan pour le parfum Play It Rock de la marque Playboy. Toujours en 2011, il fait une séance photo avec le photographe Ben Watt. Harvey Newton-Haydon pose alors pour de grands noms comme John Richmond, Tetu ou l'Oreal Paris entre autres.

#### L'Oréal
En 2011, Harvey Newton-Haydon signe un contrat avec la marque L'Oréal en apparaissant dans un spot publicitaire pour Studio Line avec le slogan If I want, I can. Il est l'image du gel Pics X-trem en 2011 et un an plus tard, il revient avec le gel Wet Non Stop, toujours de L'Oréal Studio Line. Harvey fait aussi une apparition dans la publicité Rouge Caresse pour L'Oréal en compagnie du mannequin hongrois Barbara Palvin en 2012. La même année, il est le visage d'un nouveau produit pour L'Oréal Men Expert : Hydra Energetic, un soin pour homme.

### 2012 - 2015
2012 est un tout nouveau tournant pour Harvey. Il travaille pour Forever 21. Un peu plus tard, il réussit à signer avec la marque JOOP et devient l’égérie de leur nouveau parfum JOOP Homme Wild. Grâce à ce contrat, cela lui permet de se faire davantage un nom dans le monde de la mode. Il tourne la même année, un spot publicitaire pour Cacharel, pour leur nouveau parfum Catch Me, en compagnie de Diana Moldovan et Anthon Vellsjo. Harvey Newton-Haydon tourne aussi dans le clip Blue Velvet de Lana Del Rey pour la marque H&M. 
L'année suivante, il enchaîne les contrats. Il est interviewé par Ana Victoria Best pour Client Magazine et une vidéo à son effigie est tournée par la même occasion. Harvey travaille par la suite pour French Connection et devient leur égérie. 2013 est la même année où il commence à travailler pour Gieves & Hawkes un tailleur anglais. Il défila même pour eux et tourna plusieurs spots publicitaires pour promouvoir la marque. 
En 2014, il signe avec Givenchy et est pris avec Kati Nescher pour tourner le spot publicitaire Ange ou Demon, un des nombreux parfums de la marque. Il fait cette même année, sa première couverture avec son ami de longue date Isaac Carew pour Hunger Magazine qui est suivie par une vidéo publiée sur le site du magazine où on interview les deux mannequins très complices. Harvey obtient un contrat avec le magazine GQ Brésil et plusieurs pages lui sont consacrées. C'est cette même année, il signe chez Hugo Boss leur dernière ligne de vêtements Boss Orange. A nouveau, Roberto Cavalli rappelle Harvey Newton-Haydon et travaillent ensemble sur sa dernière ligne de vêtements automne/hiver 2014. Par la suite, la marque Calliope prend Harvey Newton-Haydon sous contrat, accompagné du mannequin allemand Marta Dyks. Fin 2014, il boucle l'année en ayant une grande ligne éditoriale rien qu'à lui dans Fault Magazine, shooting réalisé par le photographe Alexander Beer. 
En 2015, il connait sa seconde couverture grâce à D'SCENE Magazine et refait une apparition dans GQ Dublin. Il travaille aussi pour des sites comme ASOS, NEXT, et d'autres marques comme Springfield, H&M Denim. Cette même année il a change d'agence new-yorkaise et quitte Adam pour Click Models. Il signe aussi chez Elite Toronto.

## Cinéma
Fin 2014, Harvey travaille avec un de ses proches amis Danny Chan pour le court-métrage He Who Has It All qui traite des maladies psychiques. C'est un projet proposé sur Kick Starter où il est possible d'y verser de l'argent pour contribuer à la réalisation et production du court-métrage. Harvey Newton-Haydon y incarne le rôle principal, soit le rôle de James, un jeune homme qui a tout pour lui : boulot, argent, une magnifique copine, des amis... Sauf qu'il est rongé intérieurement par sa dépression qu'il enfonce de plus en plus au fil du temps. D'autres acteurs ont collaboré au projet de Danny dont Samara Weaving et Jack Waldouck.
En octobre 2015, le film est toujours en cours de montage.  